# Kanton Charly-sur-Marne
Charly-sur-Marne is een voormalig kanton van het Franse departement Aisne. Het kanton maakte deel uit van het arrondissement Château-Thierry. Het kanton is op 22 maart 2015 opgeheven in uitvoering van het decreet van 21 februari 2014. De gemeenten werden opgenomen in het op die dag gevormde kanton Essômes-sur-Marne.

## Gemeenten
Het kanton Charly-sur-Marne omvatte de volgende gemeenten:
- Bézu-le-Guéry
- La Chapelle-sur-Chézy
- Charly-sur-Marne (hoofdplaats)
- Chézy-sur-Marne
- Coupru
- Crouttes-sur-Marne
- Domptin
- L'Épine-aux-Bois
- Essises
- Lucy-le-Bocage
- Montfaucon
- Montreuil-aux-Lions
- Nogent-l'Artaud
- Pavant
- Romeny-sur-Marne
- Saulchery
- Vendières
- Viels-Maisons
- Villiers-Saint-Denis